# Steven Stamkos
Steven Stamkos (Markham, Ontario, 7 de febrero de 1990), apodado Stammer, Hammer o Hammertime, es un jugador profesional canadiense de hockey sobre hielo que se desempeña en la posición de centro en Nashville Predators, equipo de la National Hockey League (NHL).

## Carrera
Fue seleccionado en la primera ronda en la NHL Entry Draft de 2008. Hizo su debut profesional con el equipo Tampa Bay Lightning, donde jugó 16 temporadas, en 2024 pasó a Nashville Predators.